# 2019 год в истории общественного транспорта
В этой статье перечисляются основные события из истории общественного транспорта (прежде всего трамваев, троллейбусов и автобусов) в 2019 году. Информация об истории метрополитенов и железнодорожного транспорта находится в отдельных статьях.

## События

### Белоруссия
- Начало эксплуатации электробусов на автобусном маршруте № 1 в Минске.
- 14 января — прекращение эксплуатации троллейбусов ЗиУ-682 в Гомеле.
- 1 марта — в Витебске запущен троллейбусный маршрут № 13 в тестовом режиме.
- 5 ноября — открыты троллейбусные маршруты № 21 и 22 в Гродно и отменен маршрут № 5.

### Россия
- 1 июля — закрыто троллейбусное движение в Перми[1].
- 22 апреля — началось строительство трамвайной системы в Верхней Пышме[2][3].

### Мир
- 20 сентября — прекращение движения троллейбусов в городе Пьятра-Нямц (Румыния)[4].
- Конец года — прекращение движения трамваев в Каире (Египет)[5].